# ダブル・デッカー・タコ
ダブル・デッカー・タコ(Double Decker Taco)は、アメリカのファーストフードチェーン、タコベルのメニューの一つである。硬いタコス皮と軟らかいタコス皮の2枚で包まれたタコスである。

## 製品

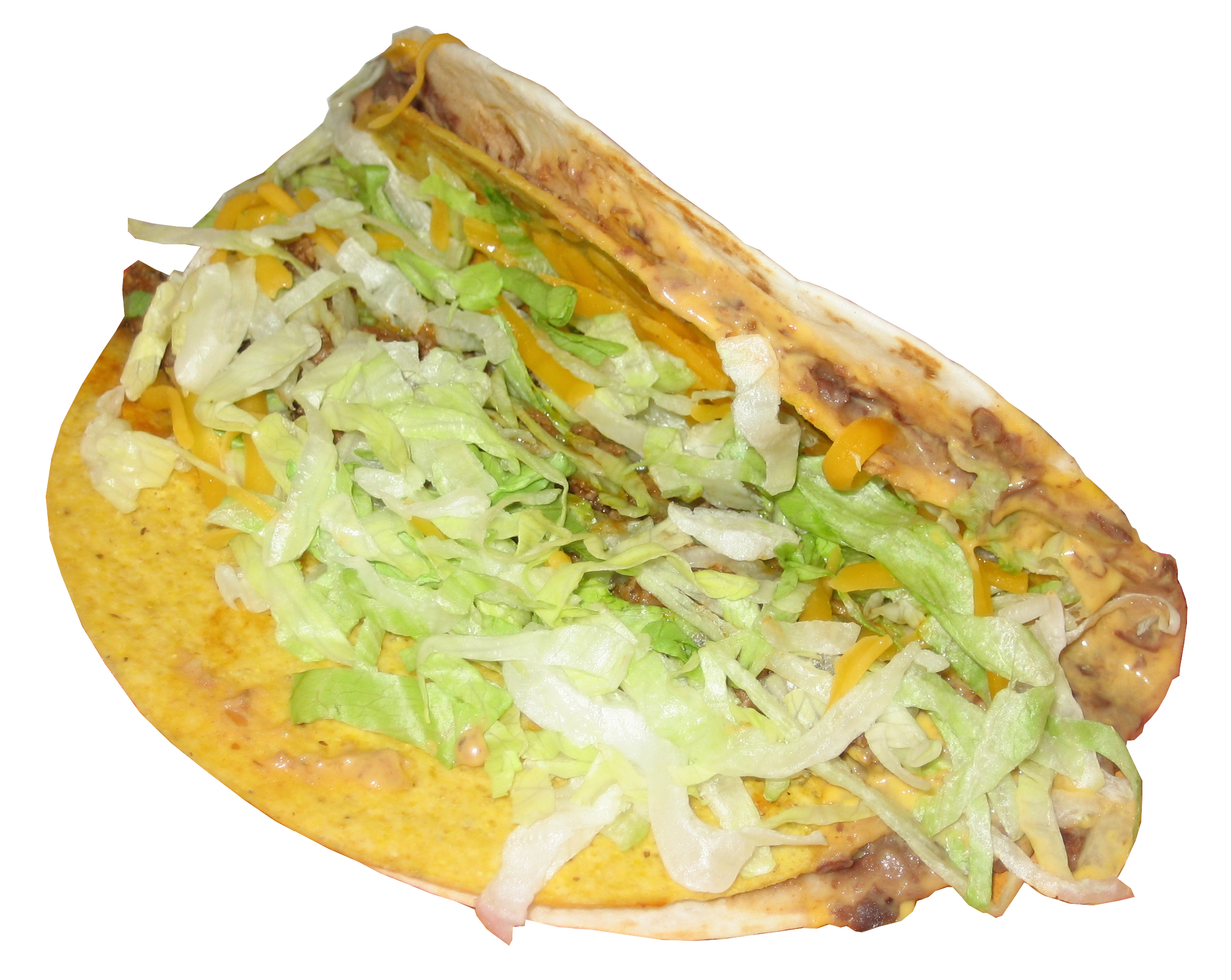
チーズィー・ダブル・デッカー・タコ

トウモロコシで作ったタコス皮と、小麦粉で作ったタコス側の2枚の皮が用いられるタコスである。2枚の皮の間にも具が盛り付けられる。2017年には具にナチョ・チーズを加えた「チーズィー・ダブル・デッカー・タコ」も発売された。
カナダのタコベルは同様の製品を「ダブル・レイヤー・タコ(Double Layer Taco)」の名称で販売している。また、タコベル同様ヤム・ブランズのブランドであるケンタッキーフライドチキンは、具がチキンであるほかはダブル・デッカー・タコに酷似した「ダブル・シェル・タコ(Double Shell Taco)」をニュージーランドで発売した。

## 歴史
ダブル・デッカー・タコがタコベルの新製品として投入されたのは1995年のことである。この年の2月、タコベルは「ボーダーライツ(Border Lights)」の名で低脂肪のメニューを設け、既存の顧客より年齢の高い層を呼び込もうとしていた。しかし新規顧客の開拓には至らず、逆に主要顧客であった若者も離れていく状況になった。これを受けて、タコベルがベーコンチーズバーガーとともに導入したメニューがダブル・デッカー・タコである。タコベルはCMにマイケル・ジョーダンやアキーム・オラジュワンを起用し、新製品を宣伝した。タコベルのメニューを家庭向け商品として販売するクラフト・フーズもダブル・デッカー・タコを商品に加えた。
しかし2019年9月、タコベルはダブル・デッカー・タコをメニューから削った。